# Eduard Deisenhofer
Eduard Deisenhofer (27 de junio de 1909 - Desaparecido en combate, 31 de enero de 1945) fue un comandante alemán en las Waffen-SS de la Alemania Nazi. Fue uno de los primeros miembros de las SS, y sirvió con la Leibstandarte SS Adolf Hitler y en el campo de concentración de Dachau en la década de 1930. Durante la Segunda Guerra Mundial, Deisenhofer sirvió en varias divisiones de combate tanto en el frente oriental como occidental, consiguiendo la Cruz de Caballero de la Cruz de Hierro. Obtuvo un doctorado en política económica.

## Primeros años
Deisenhofer recibió un Doctorado en política económica. Durante su tiempo en la universidad, se había puesto en contacto con el Partido Nazi, y pronto solicitó unirse a las SA. Después de unos pocos meses en las SA, Deisenhofer fue transferido a las SS, iniciando su servicio el 1 de octubre de 1930. Deisenhofer ocupó varios puestos de bajo mando, incluyendo el servicio con la Leibstandarte SS Adolf Hitler en 1934 y en el campo de concentración de Dachau en 1935. Durante los siguientes dos años sirvió en unidades de la Totenkopfverbände, en la SS Totenkopf Verbande Sachsen y en la SS Totenkopf Standarte Thuringen.

## Segunda Guerra Mundial
Al estallar la guerra Deisenhofer servía en la SS Totenkopf Standarte, que era responsable de la policía y medidas de seguridad durante la invasión de Polonia. Después de la campaña polaca, su unidad fue absorbida por la recién formada División SS Totenkopf, donde sirvió como comandante de batallón durante la Campaña Occidental, recibiendo la Cruz de Hierro de Primera Clase por su valentía en combate. En mayo Deisenhofer fue nombrado comandante de un batallón de la recién creada formación de voluntarios holandeses y belgas SS Volunteer Standarte Nordwest.
En agosto de 1941, Deisenhofer fue transferido al mando del Regimiento Germania, uno de los regimientos de infantería de la División SS Wiking, sirviendo en el frente oriental. Deisenhofer fue devuelto a la división Totenkopf en febrero de 1942 como comandante regimental. La división fue rodeada en la bolsa de Demyansk, donde comandaba un grupo de batalla durante el avance, recibiendo la Cruz de Caballero de la Cruz de Hierro por sus acciones. Deisenhofer sirvió después como oficial de entrenamiento SS. En marzo de 1944, Deisenhofer fue enviado de nuevo a una formación de combate, esta vez al mando de un regimiento de la 10.ª División Panzer SS Frundsberg, que tomó parte en la operación de liberación del cercado 1.º Ejército Panzer del Generaloberst Hans-Valentin Hube en lo que se conoció como bolsa de Kamenets-Podolsky.
La Frundsberg fue enviada a Normandía para intentar detener el avance del 21.º Grupo de Ejército del Mariscal de Campo Bernard Montgomery, avanzando entonces en Caen. La unidad de Deisenhofer entró en acción durante la Operación Epsom, que resultó en derrota alemana. A mediados de julio, se le ordenó a Deisenhofer volver al este para tomar el mando de la División SS Wiking, comprometida ahora en fuertes combates en el área de Modlin. A finales de agosto, asumió el mando de la 17.ª División SS de Granaderos Panzer Götz von Berlichingen. Cerca de finales de enero, Deisenhofer desapareció cuando viajaba a su nuevo puesto. Fue clasificado como desaparecido en combate.

## Carrera en las SS
- NSDAP #: 250.226[1]
- SS-#: 3642[1]

Condecoraciones
- Cruz Alemana en Oro (1942)
- Cruz de Hierro Segunda (1940) y Primera (1940) Clases
- Cruz de Caballero de la Cruz de Hierro el 8 de mayo de 1942 como SS-Sturmbannführer  comandante del I./SS-"Totenkopf"-Infanterie-Regiment 1.[2]